# Roppacris
Roppacris är ett släkte av insekter. Roppacris ingår i familjen gräshoppor.
Kladogram enligt Catalogue of Life:
| Roppacris | \| \| Roppacris griseipes \| \| \| \| \| \| Roppacris longicerca \| \| \| \| |
|           | \| \| Roppacris griseipes \| \| \| \| \| \| Roppacris longicerca \| \| \| \| |
|           | Roppacris griseipes                                                          |
|           |                                                                              |
|           | Roppacris longicerca                                                         |
|           |                                                                              |